# Albert Collins
Albert Collins (Leona, 1932. október 1. – Las Vegas, 1993. november 24.), Grammy-díjas amerikai bluesgitáros, énekes. A texasi blues kiemelkedő alakja. Neve összeforrt a Fender Telecasterrel.

## Pályafutása
Nagyon fiatalon ült zongorához, majd John Lee Hooker, Lightnin Hopkins és mások hatására gitárra váltott.
Az egyik legtechnikásabb fekete gitáros volt a déli és az északi bluesvilág között. Nagy hatással volt rá T-Bone Walker, John Lee Hooker, Lightnin Hopkins,  Clarence Gatemouth Brown. Leghíresebb követője pedig Jimi Hendrix volt. A Rolling Stone magazin 100-as listáján az 56. helyet kapta meg. Jimi Hendrix után ő került Little Richard zenekarába.
A magyar közönség tévén nézhette, B.B. Kinggel, John Lee Hookerrel, Charles Musselwhite-tal, David Edmundsszal és Ry Cooderrel együtt játszani.
Szerepelt Eric Claptonnal, Jeff Beckkel, Ron Wooddal, Jimmy Page-dzsel, Gary Moore-ral, Rory Gallagherrel, Keith Richards.
15 albuma jelent meg életében és játszott például B. B. King, John Lee Hooker, Gary Moore, Robert Cray, John Mayall, David Bowie egyes lemezein.

## Diszkográfiája

### Stúdióalbumok
- 1965: The Cool Sound of Albert Collins
- 1968: Love Can Be Found Anywhere
- 1969: Trash Talkin'
- 1970: The Compleat Albert Collins
- 1971: There's Gotta Be a Change
- 1978: Ice Pickin'
- 1980: Frostbite
- 1983: Don't Lose Your Cool
- 1986: Cold Snap (with Jimmy McGriff)
- 1991: Iceman

### Live
- 1979: Albert Collins and Barrelhouse Live
- 1981: Frozen Alive!
- 1984: Live In Japan
- 1989: Jazzvisions: Jump the Blues Away
- 1992: Molten Ice
- 1995: Live '92/'93
- 1999: In Concert
- 1999: Alive & Cool (Fillmore Auditorium 1969)
- 2001: Cold Tremors
- 2005: Deep Freeze
- 2005: The Iceman at Mount Fuji
- 2008: Live At Montreux 1992
- 2012: Live From Austin, TX
- 2013: Alive & Cool Plus

### Válogatásalbumok
- 1991: The Complete Imperial Recordings (EMI America 96740, 2-CD)
- 1993: Collins Mix (The Best Of) (Point Blank/Virgin 39097)
- 1997: Albert Collins: Deluxe Edition (Alligator ALCD-5601)
- 1999: The Ice Axe Cometh (The Collection 1978–1986) (Music Club MCCD-406)

### Kislemezek
- "Freeze" / "Collins Shuffle" (Kangaroo KA-103/KA-104)
- "Defrost" / "Albert's Alley" (Great Scott 0007; Hall-Way 1913; Hall-Way/Smash 1795)
- "Homesick" / "Sippin' Soda" (Hall-Way/Smash 1831)
- "Frosty" / "Tremble" (Hall 1920)
- "Thaw-out" / "Backstroke" (Hall 1925)
- "Sno-Cone, Part I" / "Sno-Cone, Part II" (TCF Hall 104)
- "Hot 'n' Cold" / "Dyin' Flu" (TCF Hall 116)
- "Don't Lose Your Cool" / "Frost Bite" (TCF Hall 127)
- "(What'd You Say) I Don't Know" / "Soulroad" (Tracie 2003)
- "Cookin' Catfish" / "Taking My Time" (20th Century/ABC 6708)
- "Ain't Got Time" / "Got a Good Thing Goin'" (Imperial 66351)
- "Do the Sissy" / "Turnin' On" (Imperial 66391)
- "Conversation with Collins" / "And Then It Started Raining" (Imperial 66412)
- "Coon 'n' Collards" / "Do What You Want to Do" (Liberty 56184)
- "Get Your Business Straight" / "Frog Jumpin'" (Tumbleweed 1002)
- "Eight Days on the Road" / "Stickin'" (Tumbleweed 1007)

## Díjai, elismerései
1986: Grammy-díj.